# Propoziție interogativă
În gramatică, propoziția interogativă este un tip de propoziție stabilit după scopul comunicării ca una care cere o informație, în contrast cu alte două tipuri de propoziție după acest criteriu, propoziția enunțiativă (asertivă sau declarativă), care dă o informație, și propoziția imperativă, care cere sau interzice să se facă ceva.

## Tipuri de propoziții interogative

### Propoziții interogative propriu-zise și fals interogative
Propoziția interogativă se caracterizează prin unele trăsături specifice, care depind și de limba considerată, precum intonația, folosirea unor cuvinte interogative, o anumită topică etc. Totuși, numai unele propoziții care au astfel de trăsături sunt propriu-zis interogative, anume acelea care corespund definiției de mai sus, adică la care vorbitorul așteaptă un răspuns. Altele, la care nu se așteaptă răspuns, sunt fals interogative. Acest caracter este uneori deductibil numai din context. Astfel sunt întrebările retorice, de exemplu:
ro  Cine ar fi crezut așa ceva?;
fr  Est-il possible qu’il ait fait une telle faute ? „E posibil să fi făcut el o asemenea greșeală?”;
en  Isn’t that awful? „Groaznic!” (literal „Nu e groaznic?”);
hr  Ali ne vidite koliko je kratko vrijeme? „Nu vedeți cât de scurt e timpul?”;
hu  Hát ti mind megőrültetek ? „Voi ați înnebunit cu toții?”.

### Tipuri de propoziții interogative după conținut, afectivitate și caracterul pozitiv sau negativ
După aceste criterii, propozițiile interogative pot fi de toate tipurile de care pot fi propozițiile enunțiative.
După conținut pot fi reale (Vii?), optative (Ai mânca o înghețată?), potențiale (Ce să fac?) sau dubitative (Unde or fi plecat?), dar mai este și o subspecie a celor din urmă, care este numai interogativă, anume a celor deliberative: Oare să merg?
După afectivitate, propozițiile interogative pot fi neexclamative (El știe tot?) sau exclamative: El știe tot?!
De asemenea, aceste propoziții pot fi pozitive (Când vii?) sau negative: Nu vii cu noi?

### Interogație totală și interogație parțială
Aceste două tipuri de propoziție interogativă se deosebesc după cum răspunsul așteptat trebuie să confirme sau să infirme întregul ei conținut prin predicatul său, sau să dea o informație printr-o parte de propoziție.

#### Interogația totală
Propoziții interogative totale sunt în primul rând cele la care răspunsul poate fi numai da (ba da la o întrebare negativă) sau nu, ori un echivalent al acestora: Bineînțeles, Deloc etc. Aceste propoziții se realizează prin procedee care pot diferi de la o limbă la alta.
Unul din procedee este o intonație specifică. În unele limbi, aceasta poate deosebi singură propoziția interogativă de cea enunțiativă, în orice registru de limbă:
ro  Vei veni? vs. Vei veni;
cnr  Śetili ste se? „V-ați adus aminte?” vs. Śetili ste se „V-ați adus aminte!”;
hu  A boltba ment? „La magazin s-a dus?” vs. A boltba ment „La magazin s-a dus”.
În franceză de asemenea există acest procedeu, în registrul curent și în cel familiar: Vous savez conduire ? „Știți să conduceți?” vs. Vous savez conduire „Știți să conduceți”.
În unele limbi este curentă folosirea unui element introductiv al întrebării totale, care are numai un rol gramatical.
- În engleză, când predicatul este la o formă temporală simplă, întrebarea se introduce de regulă cu verbul do: Did they arrive at six? „Au sosit la ora 6?”[15].
- În BCMS[16] este uneori obligatorie particula interogativă li plasată după predicat sau verbul său auxiliar (sr  Mogu li da uđem? „Pot să intru?”[17]) sau da li înaintea predicatului: Da li ste videle ovo? „Ați văzut asta?”[18].
- În franceză, locuțiunea est-ce que face ca întrebarea să nu mai aibă caracter familiar, ci numai curent: Est-ce que vous savez conduire ? „Știți să conduceți?”[14].
- În maghiară este facultativă particula interogativă -e adăugată predicatului, respectiv auxiliarului său: Elolvastad-e a könyvet? „Ai citit cartea?”[13].

Există și alte asemenea elemente, dar mai puțin frecvente, și care adaugă o nuanță de sens întrebării:
ro  Oare vor veni? – nuanță dubitativă;
cnr  Zar se nijesmo tako dogovorili? „Păi nu așa ne-am înțeles?” – nuanță de mirare, iritare;
hu  Vajon szeret-e még engem ? „Oare mă mai iubește ?” – nuanță dubitativă, de neliniște.
În unele limbi, alt procedeu este aplicarea topicii predicat + subiect în loc de subiect + predicat din propoziția enunțiativă, fără efect de scoatere în evidență.
- În engleză, procedeul se aplică la timpurile compuse, între subiect și verbul auxiliar, și este singurul standard, ex. Are you leaving today? „Pleci/Plecați astăzi?”[15].
- În franceză este un procedeu specific registrului de limbă elevat: Pourriez-vous m’indiquer le chemin de la gare ? „Ați putea să-mi spuneți cum ajung la gară?” Dacă subiectul este exprimat printr-un substantiv, acesta este reluat după verb sub forma pronumelui personal neaccentuat care îi corespunde: Le soleil brille-t-il ? „Strălucește soarele?” La timpurile compuse, inversarea se aplică între subiect și verbul auxiliar: A-t-on voté cette fameuse loi ? „S-a votat legea aceea faimoasă?”[19], Va-t-il partir ? „Va pleca?”[20].

Când vorbitorul este aproape sigur de răspuns, poate pune întrebarea sub forma unei propoziții enunțiative, la care adaugă o întrebare scurtă care cere confirmarea ei:
ro  Aici e gara, nu-i așa / așa-i / nu?;
fr  Vous avez des enfants, n’est-ce pas? „Aveți copii, nu-i așa?;
hr  Ne bi škodilo – a? „N-ar strica, nu?”;
cnr  Svi smo tu, zar ne? „Toți suntem aici, nu-i așa?”;
hu  Nehezek a gyakorlatok, ugye? „Sunt grele exercițiile, așa-i?”.
În engleză, acest tip de întrebare prezintă o mare varietate, constând în reluarea predicatului sub forma verbului do sau a auxiliarului, și a subiectului exprimat prin pronume personal, ori a celui exprimat prin substantiv reprezentat de pronumele personal care îi corespunde. Verbul este la negativ dacă întrebarea este pozitivă, și la pozitiv dacă întrebarea este negativă:
You came home late, didn't you? „A(ț)i venit târziu acasă, nu-i așa?”;
You haven't finished, have you? „N-a(ț)i terminat, așa-i?”;
The sausages were nice, weren't they? „Au fost buni cârnații, nu-i așa?”.
Există și un subtip de întrebare totală la care nu se poate răspunde cu „da” sau „nu”, anume cea care conține o coordonare disjunctivă:
ro  Vii sau pleci?;
fr  Puis-je compter sur vous ou dois-je m’adresser ailleurs ? „Pot conta pe dumneavoastră sau să mă adresez în altă parte?”;
en  Is Philip coming today or tomorrow? „Philip vine azi sau mâine?”;
hu  Sajtos vagy szalámis kenyeret kérsz? „Vrei pâine cu cașcaval sau cu salam?”.

#### Interogația parțială
Acest tip de interogație se deosebește de cea totală prin folosirea unui cuvânt interogativ prin care se cere o informație de exprimat printr-o anumită parte de propoziție în răspunsul așteptat. Acest cuvânt poate fi un pronume interogativ, un adjectiv pronominal interogativ sau un adverb pronominal, care pot fi diferite și dacă se referă la același tip de parte de propoziție, în funcție de natura cuvântului care exprimă partea de propoziție vizată. Aceasta poate fi:
- subiectul: ro  Cine va veni?[1], fr  Qu’est-ce qui a fait ce bruit ? „Ce (lucru) a făcut zgomotul ăsta?”[25];
- predicatul verbal: ro  – Ce faci? – Lucrez[26], hu  Mit csinál most a családod? „Ce face familia ta acum?”[27];
- numele predicativ: ro  Ce sunt ei?[28], en  Whose is this umbrella? „A cui este umbrela asta?”[29];
- complementul direct: ro  Ce vezi?[30], cnr  Koga nazvaste lopovom? „Pe cine ați numit hoț?”[31];
- un complement indirect: ro  Cui îi dai cartea?[32], fr  À quoi pensez-vous ? „La ce vă gândiți?”[33];
- un complement circumstanțial: ro  Unde ai fost?[34], en  When are you coming back? „Când te întorci?”[29];
- un atribut: ro  Ce (fel de) student e Radu?[35], sr  Kakvu salatu želite? „Ce (fel de) salată doriți?”[36].

### Interogația directă și cea indirectă
Această clasificare a propozițiilor interogative este făcută după cum întrebarea este adresată destinatarului ei în forma unei propoziții independente sau în cea a unei propoziții subordonate unui verb care exprimă întrebarea sau neștiința, ori unui substantiv derivat de la un asemenea verb.

#### Înterogația directă
Întrebări directe sunt toate cele de mai sus. În dialoguri din limba vorbită, întrebarea directă este deseori o propoziție neanalizabilă și fragmentară. În registrele de limbă popular și familiar poate fi o interjecție specifică însoțită de o mimică interogativă:
ro  Ei?, Ha?, Hî?;
fr  Hein ?;
hr  Ha?;
hu  He?.
Întrebarea parțială fragmentară se poate reduce, de exemplu în română, la cuvântul interogativ: – A venit mama. – Cine?.
În franceză, la majoritatea cuvintelor interogative se adaugă pronumele demonstrativ ça : Quand ça ? „Când?”, Où ça ? „Unde?”, Qui ça ? „Cine?”, Comment ça ? „Cum?”.
Întrebarea directă are totdeauna drept marcă grafică semnul întrebării.

#### Interogația indirectă
Întrebarea indirectă este, din punct de vedere sintactic, o propoziție subordonată necircumstanțială: subiectivă, predicativă, atributivă, completivă directă sau completivă indirectă. Are caracteristicile structurale și intonative ale propoziției enunțiative.
Întrebarea indirectă totală este marcată, în unele limbi, de o conjuncție corespunzătoare lui dacă din română:
ro  Te-am întrebat dacă vii mâine;
fr  La maîtresse a demandé aux enfants s’ils voulaient qu’elle leur lise une histoire „Învățătoarea i-a întrebat pe copii dacă vor să le citească o povestire”;
en  I was wondering if/whether you could give me a lift „Mă întrebam dacă ai putea să mă duci și pe mine”.
În BCMS, întrebarea indirectă totală este introdusă de particula li sau da li, care se folosesc și în corespondenta ei directă: cnr  Pitaće se jesi li učinio sve što je trebalo „Se va întreba dacă ai făcut tot ce trebuia”, sr  Pitaću prodavca da li ima deterdženta „Am să-l întreb pe vânzător dacă este detergent”.
În maghiară, marca obligatorie a acestei propoziții este particula -e, folosită facultativ și în întrebarea directă. Aceasta poate fi singura marcă, sau propoziția poate fi introdusă totodată de conjuncția hogy: Kérdezd meg, (hogy) van-e még jegy „Întreabă dacă mai sunt bilete”.
Întrebarea indirectă parțială este introdusă în general de același cuvânt interogativ cu care începe cea directă corespunzătoare:
ro  El întreabă cine va reuși și cum se va reuși;
fr  Je voudrais savoir pourquoi vous riez „Aș vrea să știu de ce râdeți”;
en  We need to know what the rules are „Avem nevoie să știm care sunt regulile”;
cnr  Pitanje je đe se sad nalazi „Întrebarea este unde se găsește acum”.
În maghiară, și în astfel de fraze se folosește facultativ conjuncția hogy: Az a kérdés, (hogy) hányan lesznek „Întrebarea este câți vor fi”.
În franceză, în cazul întrebării referitoare la subiectul și la complementul direct exprimat printr-un inanimat, cuvântul introducător este puțin diferit față de cuvântul interogativ din întrebarea directă:
Qu’est-ce qui se passe ? sau Que se passe-t-il ? „Ce se întâmplă?” → Tout le monde se demande ce qui se passe „Toată lumea se întreabă ce se întâmplă”;
Qu’est-ce que tu lis ? sau Que lis-tu ?„Ce citești?” → Il voulait savoir ce que je lisais „Voia să știe ce citesc”.
În unele limbi, printre care nu se numără și româna, în locul propoziției de acest tip poate fi și un complement exprimat prin verb la infinitiv, mai ales dacă subiectul acestuia este același cu al verbului regent:
fr  Il se demandait quelle décision prendre „Se întreba ce hotărâre să ia”;
en  Everyone was wondering what to do „Toți se întrebau ce să facă”;
cnr  Pitanje je odakle početi „Întrebarea e de unde să se înceapă”.